# ستاویک (استان اشوی‌داشکسیه)
ستاویک (به لهستانی: Stawik) یک منطقهٔ مسکونی در لهستان است که در گمینا وانچنا واقع شده‌است.